# Liste der Biografien/Net
Liste der Biografien |
Portal Biografien |
Personensuche
# |
A |
B |
C |
D |
E |
F |
G |
H |
I |
J |
K |
L |
M |
N |
O |
P |
Q |
R |
S |
T |
U |
V |
W |
X |
Y |
Z |
?
 
Na |
Nb |
Nc |
Nd |
Ne |
Nf |
Ng |
Nh |
Ni |
Nj |
Nk |
Nl |
Nm |
Nn |
No |
Nr |
Ns |
Nt |
Nu |
Nv |
Nw |
Nx |
Ny |
Nz
 
Nea |
Neb |
Nec |
Ned |
Nee |
Nef |
Neg |
Neh |
Nei |
Nej |
Nek |
Nel |
Nem |
Nen |
Neo |
Nep |
Ner |
Nes |
Net |
Neu |
Nev |
New |
Nex |
Ney |
Nez
Die Liste der Biografien führt alle Personen auf, die in der deutschsprachigen Wikipedia einen Artikel haben. Dieses ist eine Teilliste mit 256 Einträgen von Personen, deren Namen mit den Buchstaben „Net“ beginnt.

## Net

### Neta
- Netala, Yannick (* 2004), Schweizer Fußballspieler
- Netanjahu, Benjamin (* 1949), israelischer Politiker (Likud-Block) und Ministerpräsident (April 1996 bis Mai 1999, 2009 bis 2021)Benjamin Netanjahu (* 1949)

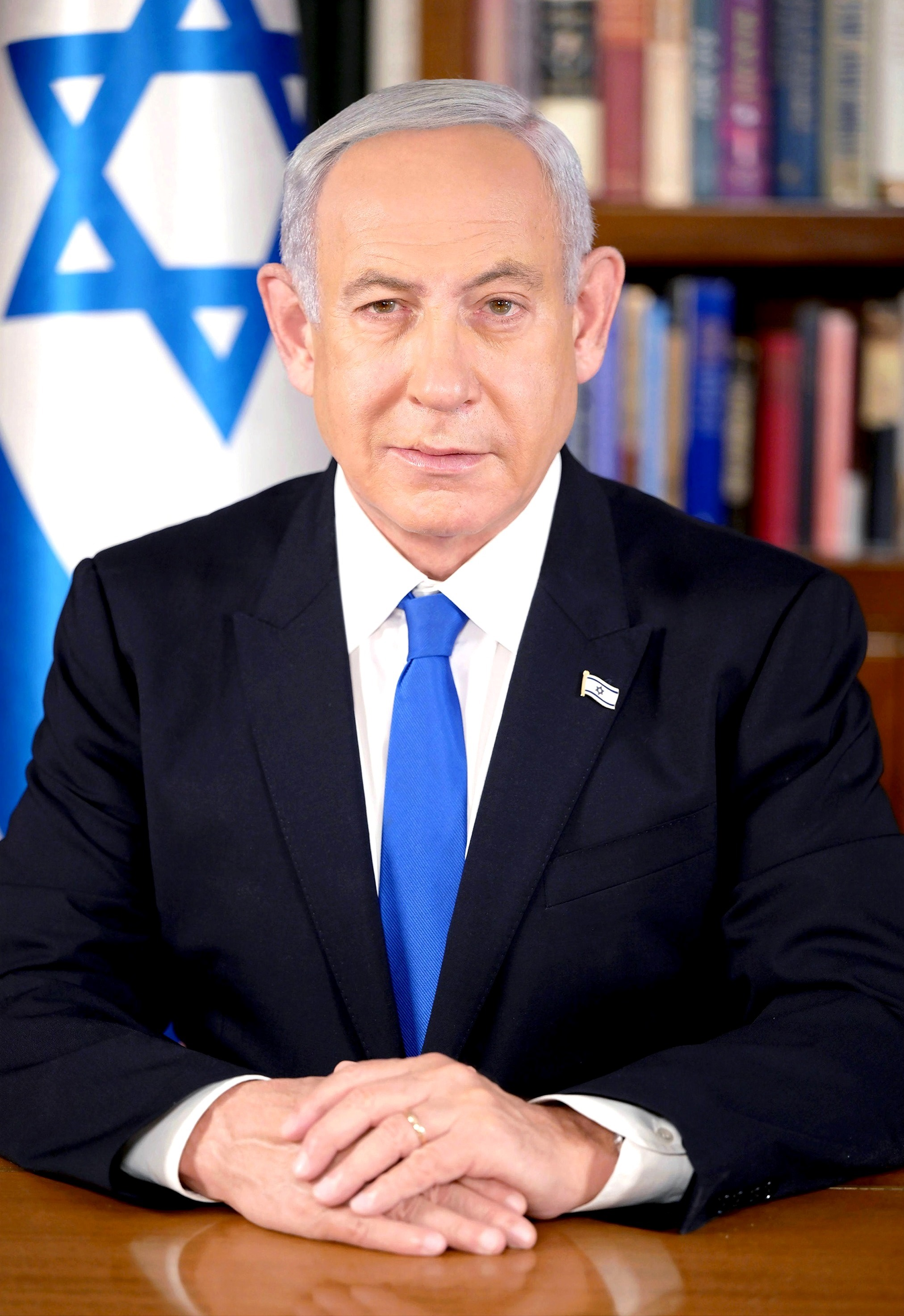
Benjamin Netanjahu (* 1949)

- Netanjahu, Benzion (1910–2012), israelischer Historiker und Zionist
- Netanjahu, Iddo (* 1952), israelischer Radiologe, Autor und Dramatiker
- Netanjahu, Jonathan (1946–1976), israelischer Militär, Mitglied der Eliteeinheit Sajeret Matkal der Israelischen Streitkräfte
- Netanjahu, Sara (* 1958), israelische Psychologin und Pädagogin

### Nete
- Netea, Mihai (* 1968), niederländisch-rumänischer Mediziner
- Neteland, Bjørnar (* 1991), norwegischer Skirennläufer
- Neteler, Bernard (1821–1912), deutscher katholischer Theologe
- Neteler, Otto (1936–2022), deutscher Fußballspieler
- Netenjakob, Moritz (* 1970), deutscher Comedyautor
- Neter, Erwin (1909–1983), deutsch-amerikanischer Mikrobiologe
- Neter, Eugen Isaak (1876–1966), deutscher Kinderarzt
- Neterikare, altägyptischer König der 8. Dynastie
- Netezka, Olena (* 1972), ukrainische Politikerin

### Netf
- Netfullin, Rawil Sjagidowitsch (* 1993), russischer Fußballspieler

### Neth
- Neth, Matthias (* 1979), deutscher Kommunalpolitiker (CDU), LandratMatthias Neth (* 1979)

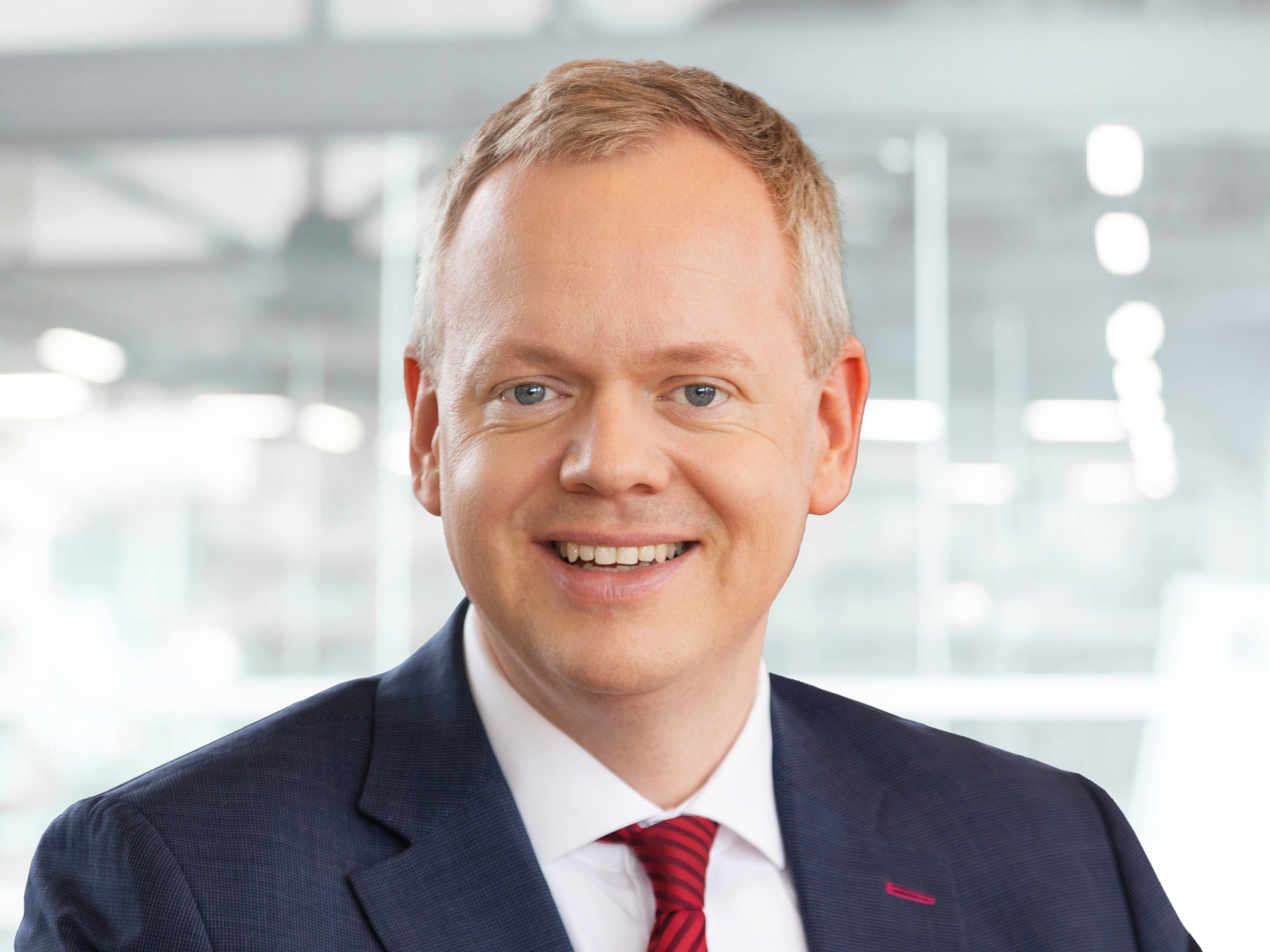
Matthias Neth (* 1979)

- Nethe, August Wilhelm (1812–1901), deutscher Politiker
- Nethe, Paul (1849–1926), preußischer General der Infanterie
- Nethenus, Matthias (1618–1686), deutscher reformierter Theologe
- Nethenus, Samuel (1628–1707), deutscher reformierter Theologe
- Netherclift, Joseph (1792–1863), englischer Komponist und Lithograf
- Nethercot, David (* 1946), britischer Bauingenieur
- Nethercott, Acer (1977–2013), britischer Ruderer
- Nethercutt, George (1944–2024), US-amerikanischer Politiker
- Nethercutt, Jack (1913–2004), US-amerikanischer Unternehmer, Museumsgründer und Autorennfahrer
- Netherton, Fred, US-amerikanischer Rockabilly-Musiker
- Netherton, Frethias Jefferson (1865–1897), US-amerikanischer Pädagoge und Politiker
- Netherwood, Dawn (* 1960), britische Judoka
- Nethery, Lance (* 1957), kanadischer Eishockeyspieler und -trainer
- Nethithorn Kaewcharoen (* 2001), thailändischer Fußballspieler
- Nethöfel, Wolfgang (* 1946), deutscher evangelischer Theologe
- Nethsingha, Lucy (* 1973), britische Politikerin, MdEP

### Neti
- Netík, Tomáš (* 1982), tschechischer Eishockeyspieler
- Netipong Narkchim (* 1996), thailändischer Fußballspieler
- Netipong Sanmahung (* 1996), thailändischer Fußballspieler
- Netiporn Sanesangkhom (1995–2024), thailändische Bürgerrechtlerin
- Netisat Klapdee (* 2003), thailändischer Fußballspieler
- Netivi, Oded (* 1950), deutsch-israelischer Maler und Schriftsteller

### Netj
- Netjeraperef, altägyptischer Beamter
- Netjernacht, altägyptischer Beamter
- Netjerpunesut, altägyptischer Beamter
- Netjossowa, Marija Wjatscheslawowna (* 1983), russische Turnerin

### Netk
- Netke-Löwe, Margarete (1889–1971), deutsche Sopransängerin

### Netl
- Netley, John (1860–1903), britischer Kutscher

### Neto
- Neto (* 1989), brasilianischer Fußballtorhüter
- Neto Valério, Octávio (1930–2019), portugiesischer Diplomat
- Neto, Agostinho (1922–1979), erster Präsident von Angola (1975–1979), Dichter und nationalistischer FührerAgostinho Neto (1922–1979)

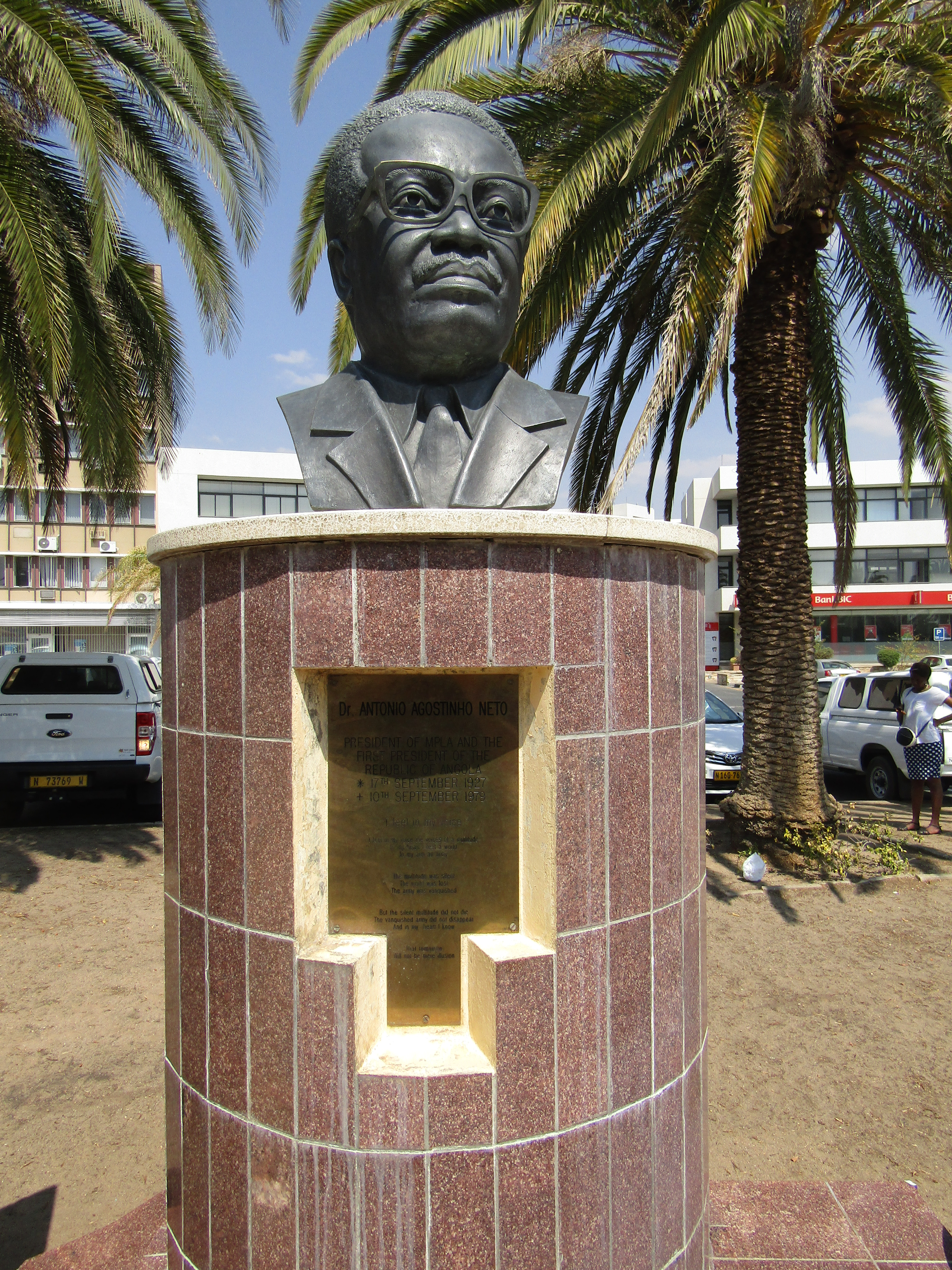
Agostinho Neto (1922–1979)

- Neto, Aldieres Joaquim dos Santos (* 1980), brasilianischer Fußballspieler
- Neto, Álvaro (* 1959), angolanischer Politiker (MPLA)
- Neto, António Domingos Pitra da Costa, angolanischer Politiker
- Neto, Belchior Joaquim da Silva (1918–2000), brasilianischer Ordensgeistlicher, Bischof von Luz
- Neto, Carlos (* 1996), brasilianischer Fußballspieler
- Neto, Cesário Melantonio (* 1949), brasilianischer Diplomat
- Neto, Cláudia (* 1988), portugiesische Fußballspielerin
- Neto, Eliseu (1978–2024), brasilianischer Psychoanalytiker und LGBT-Aktivist
- Neto, Ernesto (* 1964), brasilianischer Künstler
- Neto, Euvaldo José de Aguiar (* 1982), brasilianischer Fußballspieler
- Neto, Francisco (* 1981), portugiesischer Fußballtrainer
- Neto, Franco José Vieira (* 1966), brasilianischer Beachvolleyballspieler
- Neto, João (* 1981), portugiesischer Judoka
- Neto, João Marinho (* 1912), brasilianischer Supercentenarian
- Neto, José (* 1954), brasilianischer Gitarrist des Modern Jazz
- Neto, José Freire de Oliveira (1928–2012), brasilianischer Geistlicher, römisch-katholischer Bischof von Mossoró
- Neto, José Sebastião (1841–1920), Patriarch von Lissabon
- Neto, Julião (* 1981), brasilianischer Boxer
- Neto, Liliana (* 1997), angolanische Sprinterin
- Neto, Luís (* 1988), portugiesischer Fußballspieler
- Neto, Mário Clemente (1940–2024), brasilianischer römisch-katholischer Ordensgeistlicher und Prälat von Tefé
- Neto, Pedro (* 2000), portugiesischer FußballspielerPedro Neto (* 2000)

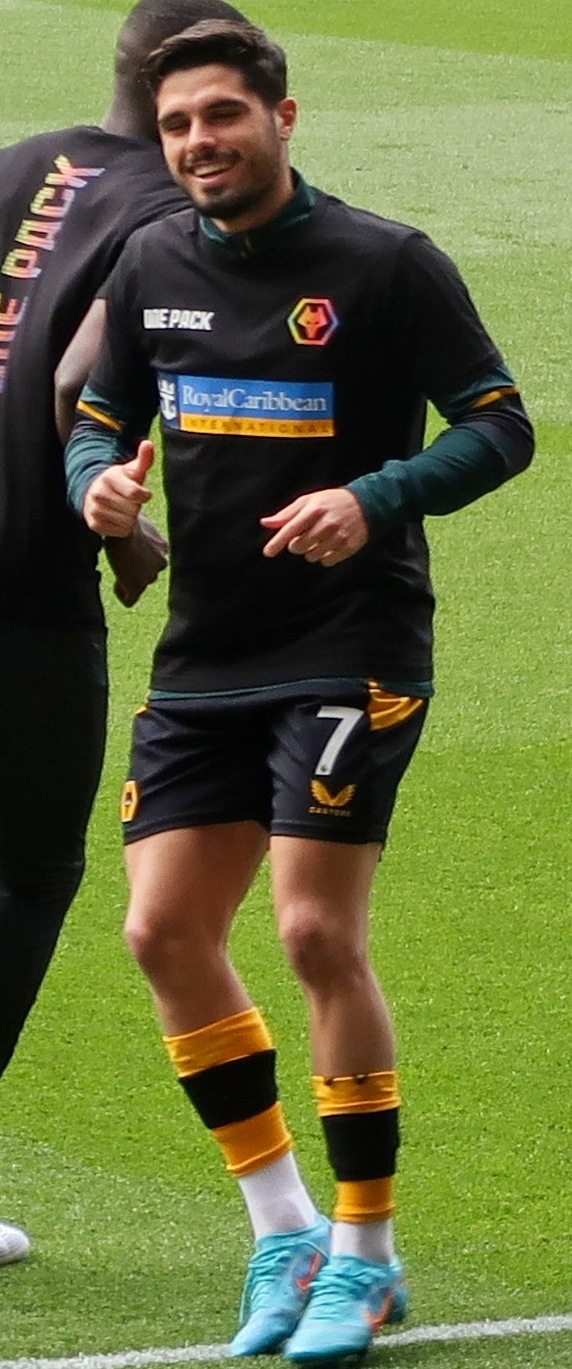
Pedro Neto (* 2000)

- Neto, Pedro Sbalchiero (1953–2007), brasilianischer Geistlicher, Bischof von Vacaria
- Neto, Raimundo Vanthuy (* 1973), brasilianischer römisch-katholischer Geistlicher, Bischof von São Gabriel da Cachoeira
- Neto, Raul (* 1992), brasilianischer Basketballspieler
- Neto, Raul Bragança (1946–2014), são-toméischer Politiker, Premierminister (1996–1999)
- Neto, Torquato (1944–1972), brasilianischer Künstler
- Netolička, Jaroslav (* 1954), tschechischer Fußballtorhüter und Trainer
- Netolická, Kateřina (* 1988), tschechisches Fotomodel und Kickboxerin
- Netolický von Eisenberg, Václav Kazimír (1700–1760), hoher Regierungs- und Hofbeamter im Königreich Böhmen
- Netolický, Josef Štěpánek († 1538), böhmischer Teichbaumeister im Dienst der böhmischen Herren von Rosenberg
- Netoliczka-Baldershofen, Adelheid (1875–1958), österreichische Altphilologin und Bibliothekarin
- Netolitzky, Michael (* 1994), deutscher Fußballspieler
- Netopilek, Felix (* 1947), österreichischer Sportfunktionär
- Netopilík, Jan (1936–2022), tschechoslowakischer Leichtathlet

### Netr
- Netravali, Arun N. (* 1946), indisch-US-amerikanischer Ingenieur
- Netravalkar, Saurabh (* 1991), indischer Cricketspieler
- Netreba, İrina (* 1991), ukrainische bzw. aserbaidschanische Ringerin
- Netrebko, Anna Jurjewna (* 1971), russisch-österreichische OpernsängerinAnna Jurjewna Netrebko (* 1971)

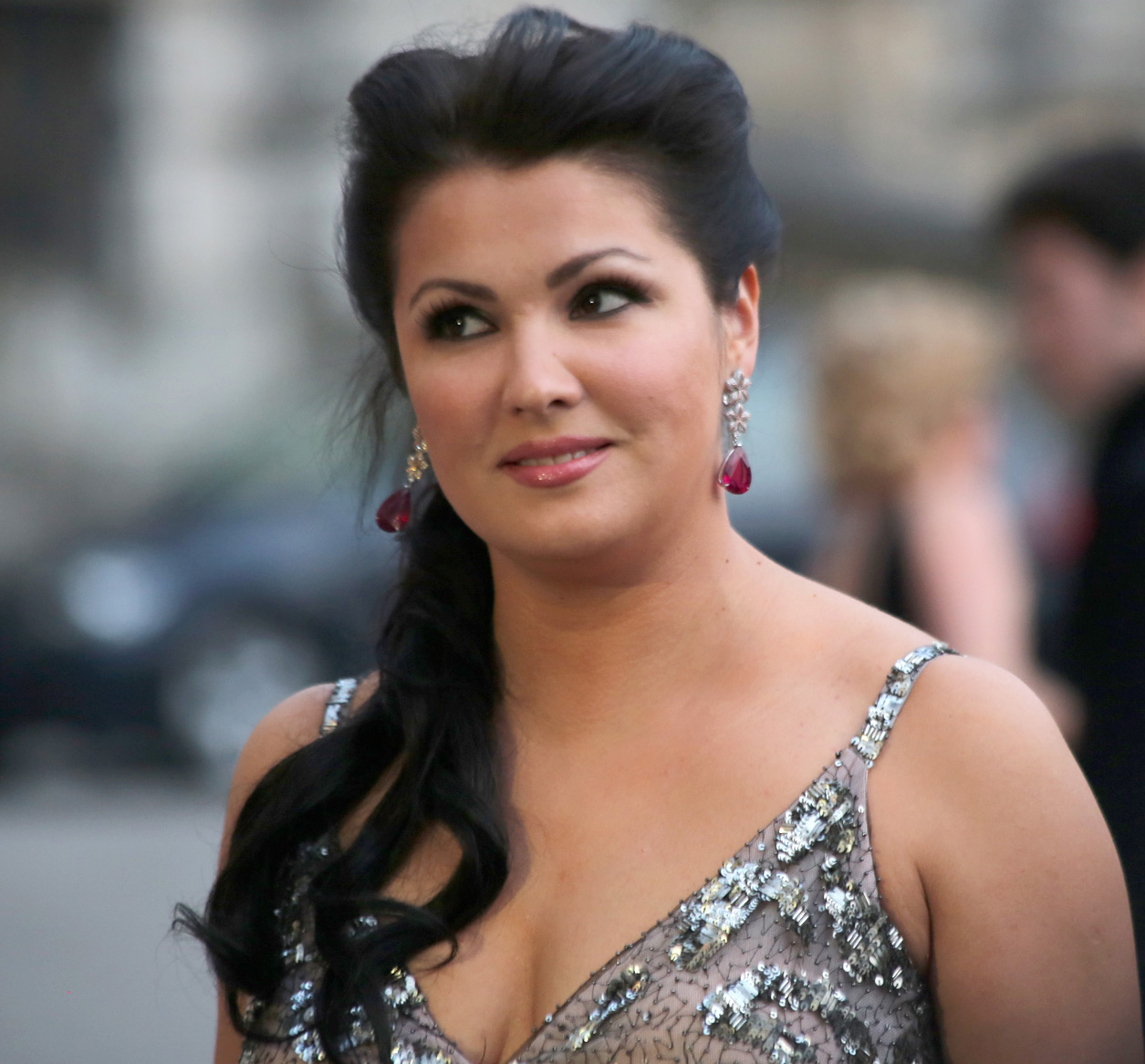
Anna Jurjewna Netrebko (* 1971)

### Nets
- Netšajeva, Elina (* 1991), estnische Opernsängerin im Stimmfach Koloratursopran
- Netsch, Martin († 1857), deutscher Bürgermeister und Landtagsabgeordneter
- Netschajew, Sergei Gennadijewitsch (1847–1882), russischer Nihilist und Revolutionär
- Netschajew, Sergei Jurjewitsch (* 1953), russischer Diplomat und BotschafterSergei Jurjewitsch Netschajew (* 1953)

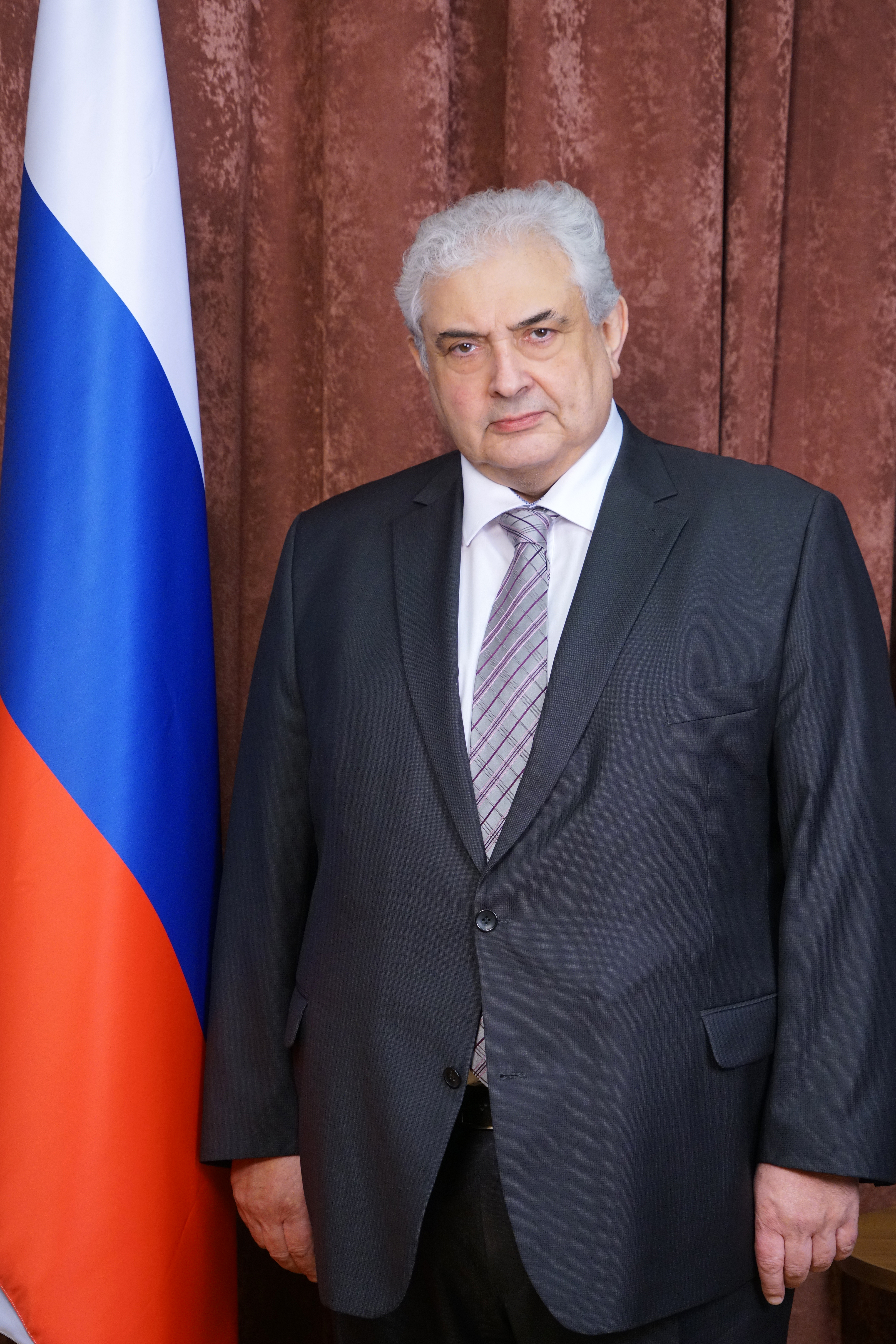
Sergei Jurjewitsch Netschajew (* 1953)

- Netschajew, Stepan Dmitrijewitsch (1792–1860), russischer kaiserlicher Beamter, Dichter, Historiker und Mäzen
- Netschajew, Wassili (1895–1956), sowjetrussischer Pianist, Komponist und Musikpädagoge
- Netschajew, Weniamin Petrowitsch (1915–1987), sowjetischer Musiker (Gitarrist) und Filmschauspieler
- Netschajew-Malzow, Juri Stepanowitsch (1834–1913), russischer Industrieller und Mäzen
- Netschajewa, Jelena Alexandrowna (* 1979), russische Säbelfechterin
- Netschajewa, Tamara Pawlowna (1922–2003), sowjetisch-russische Bildhauerin
- Netschajewskaja, Anna Alexandrowna (* 1991), russische Skilangläuferin
- Netscheportschukowa, Matrjona Semjonowna (1924–2017), sowjetische Sanitäterin
- Netscher, Caspar (1639–1684), deutscher Kunstmaler des Barock
- Netscher, Johann, deutscher Bildhauer und Baumeister
- Netschert, Michael Joseph, deutscher Abgeordneter
- Netschkassowa, Galina Sergejewna (* 1989), russische Biathletin
- Netschkina, Miliza Wassiljewna (1901–1985), sowjetische Historikerin und Hochschullehrerin
- Netschuj-Lewyzkyj, Iwan (1838–1918), ukrainischer Schriftsteller, Übersetzer und Lehrer
- Netschyporenko, Denys (* 1990), ukrainischer Hürdenläufer
- Netschytajlo, Oleksandr (* 1973), ukrainischer Diplomat
- Netšeporuk, Larissa (* 1970), estnische Siebenkämpferin ukrainischer Herkunft
- Netsky (* 1989), belgischer Produzent und DJ
- Netstaller, Rudolf († 1444), 2. Glarner Landvogt zu Baden
- Netsvetaev, Boris (* 1977), russischer Jazzpianist

### Nett
- Nett, Maja (* 1984), deutsche Kochbuchautorin und Bloggerin
- Nett, Susanne (* 1974), deutsche Weinkönigin 1998/1999Susanne Nett (* 1974)

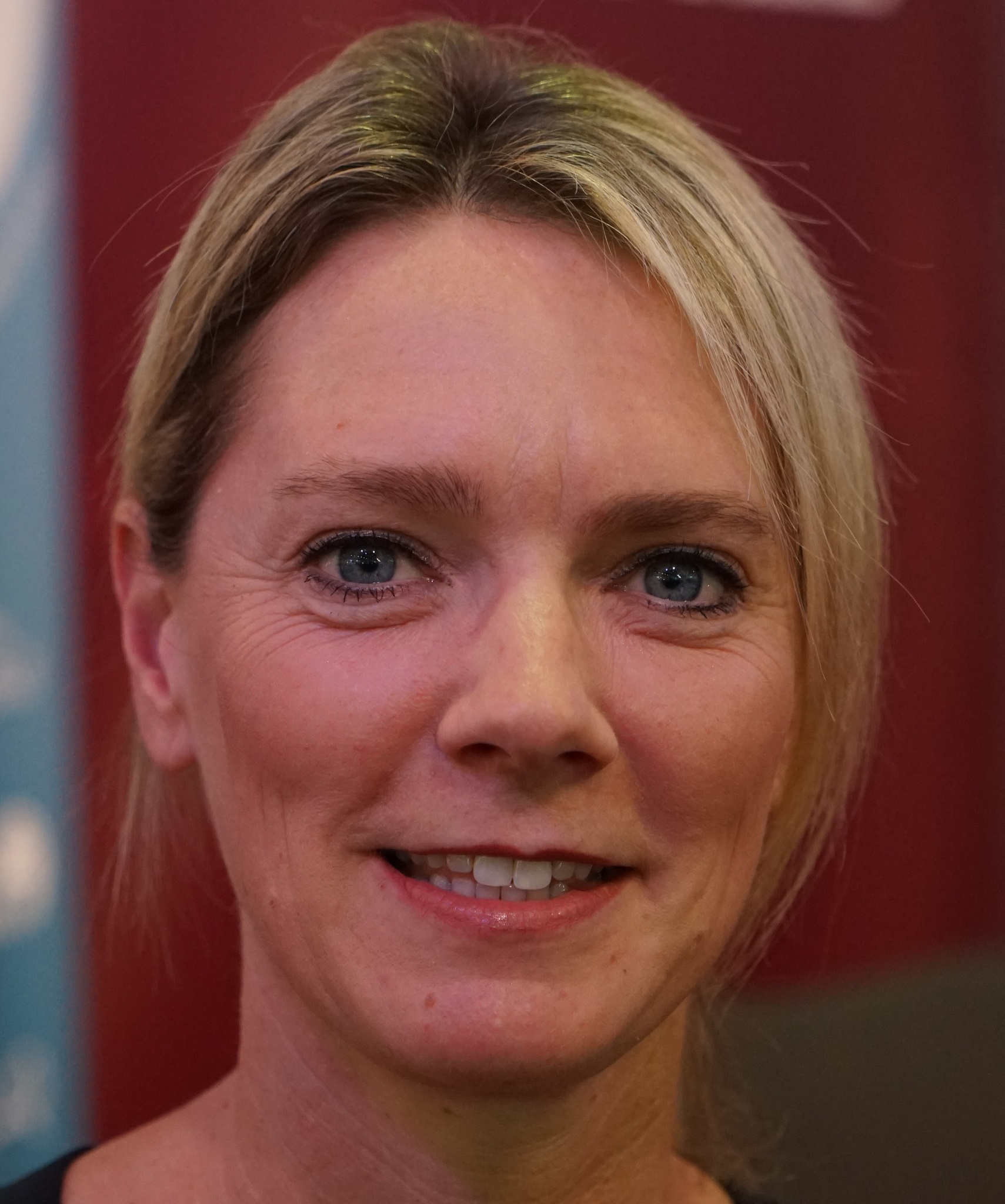
Susanne Nett (* 1974)

- Nett, Toni (1912–2003), deutscher Sportwissenschaftler
- Netta, Heinz (1928–2002), deutscher Politiker (SPD), MdL
- Netta, Tobias, deutscher Jazz- und Improvisationsmusiker (Trompete, Flügelhorn)
- Nettasinghe, Viren (* 2003), sri-lankischer Badmintonspieler
- Nette, Bruno (1887–1960), deutscher Polizist und Judensachbearbeiter der Gestapo in Bremen
- Nette, Herbert (1902–1994), deutscher Redakteur und Autor (Oberhausen)
- Nette, Johann Friedrich (1672–1714), deutscher Ingenieuroffizier und Architekt
- Nettebeck, Elisabeth (1896–1969), deutsche Politikerin (CDU), MdL
- Nettekoven, Gerd (* 1956), deutscher Medizinfunktionär
- Nettekoven, Jens-Peter (* 1978), deutscher Politiker (CDU), MdL
- Nettekoven, Jupp (* 1908), deutscher Fußballspieler und -schiedsrichter
- Nettekoven, Peter (1914–1975), deutscher Geistlicher, Generalvikar und ernannter Weihbischof in Köln
- Nettekoven, Peter (* 1940), deutscher Ringer
- Nettel, Guadalupe (* 1973), mexikanische Schriftstellerin
- Nettelbeck, Joachim (1738–1824), deutscher Seemann, „Retter Kolbergs“, AutobiographJoachim Nettelbeck (1738–1824)

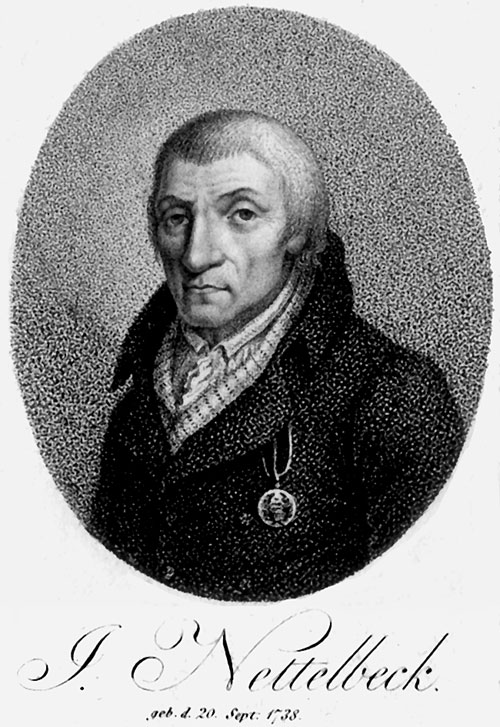
Joachim Nettelbeck (1738–1824)

- Nettelbeck, Joachim (* 1944), deutscher Jurist und Wissenschaftsmanager
- Nettelbeck, Paul (1889–1963), deutscher Radrennfahrer und Läufer
- Nettelbeck, Petra (1939–2017), deutsche Fernsehansagerin beim NDR in Hamburg (1962–1967)
- Nettelbeck, Sandra (* 1966), deutsche Filmregisseurin und Drehbuchautorin
- Nettelbeck, Uwe (1940–2007), deutscher Schriftsteller, Journalist und Musikproduzent
- Nettelbladt, Albert von (1812–1879), deutscher Forstbeamter, Chef des Hofjagd-Departments in Mecklenburg-Schwerin
- Nettelbladt, Christian (1696–1775), deutscher Jurist
- Nettelbladt, Christian Erhard von (1792–1863), deutscher Verwaltungsjurist und Bibliothekar
- Nettelbladt, Christian von (1779–1843), deutscher Jurist und Freimaurer
- Nettelbladt, Daniel (1719–1791), deutscher Jurist und Professor der Halleschen Universität
- Nettelbladt, Ferdinand von (1830–1883), deutscher Offizier, Erzieher des Erbgroßherzogs Friedrich Franz III. von Mecklenburg-Schwerin
- Nettelbladt, Friedrich von (1859–1894), deutscher Verwaltungsjurist und Afrika-Reisender
- Nettelbladt, Heinrich (1715–1761), deutscher Jurist und Rostocker Bürgermeister
- Nettelbladt, Karl Friedrich Wilhelm von (1747–1818), deutscher Jurist und Freimaurer
- Nettelbladt, Karl von (1825–1908), österreichischer und mecklenburgischer Offizier, Leiter des Landarbeitshauses in Güstrow
- Nettelbladt, Rudolf von (1814–1898), deutscher Verwaltungsjurist und Kammerpräsident in Mecklenburg-Schwerin
- Nettelhorst, Georg Ernst von (1703–1757), preußischer Oberst, Chef des Garnisonsregiments Nr. 8
- Nettelmann, Georg (1902–1988), deutscher Jazzmusiker und Unterhaltungsmusiker
- Nettelmann, Lothar (* 1947), deutscher Gymnasiallehrer, Autor und Funktionär der Völkerverständigung zwischen Deutschland und Polen
- Nettelstroth, Ralf (* 1964), deutscher Politiker (CDU), MdL
- Netter, Carl Leopold (1864–1922), deutscher Unternehmer und Mäzen
- Netter, Charles (1826–1882), französischer Organisator humanitärer Hilfe
- Netter, Claude (1924–2007), französischer Florettfechter
- Netter, Cornelius (1883–1954), deutscher Maschinenbauingenieur und Hochschullehrer
- Netter, David (* 1984), US-amerikanischer Schauspieler
- Netter, Frank (1906–1991), US-amerikanischer Chirurg und medizinischer Illustrator
- Netter, Gil, US-amerikanischer Filmproduzent
- Netter, Hans (1899–1977), deutscher Physiologe und Biochemiker
- Netter, Karl Joachim (1929–2022), deutscher Arzt, Pharmakologe und Toxikologe
- Netter, Maria (1917–1982), Schweizer Kunstkritikerin, Kunstpublizistin und Fotografin
- Netter, Mildrette (* 1948), US-amerikanische Leichtathletin
- Netter, Nathan (1866–1959), deutsch-französischer Rabbiner und Politiker
- Netter, Petra (* 1937), deutsche Psychologin, Medizinerin und Professorin
- Netter, Wolf (1783–1859), deutscher Kaufmann
- Netter, Yvonne (1889–1985), französische Rechtsanwältin und Widerstandskämpferin
- Nettersheim, Mareike (* 1983), deutsche Basketballspielerin
- Netterville, Luke de († 1227), irischer Geistlicher, Erzbischof von Armagh
- Nettesheim, Heinrich (1915–2005), deutscher Ringer, Freistil-Europameister im Leichtgewicht
- Nettesheim, Josefine (1895–1988), deutsche Literaturwissenschaftlerin
- Nettesheim, Martin (* 1964), deutscher Rechtswissenschaftler
- Nettesheim, Pauline (* 1993), deutsche BreakerinPauline Nettesheim (* 1993)

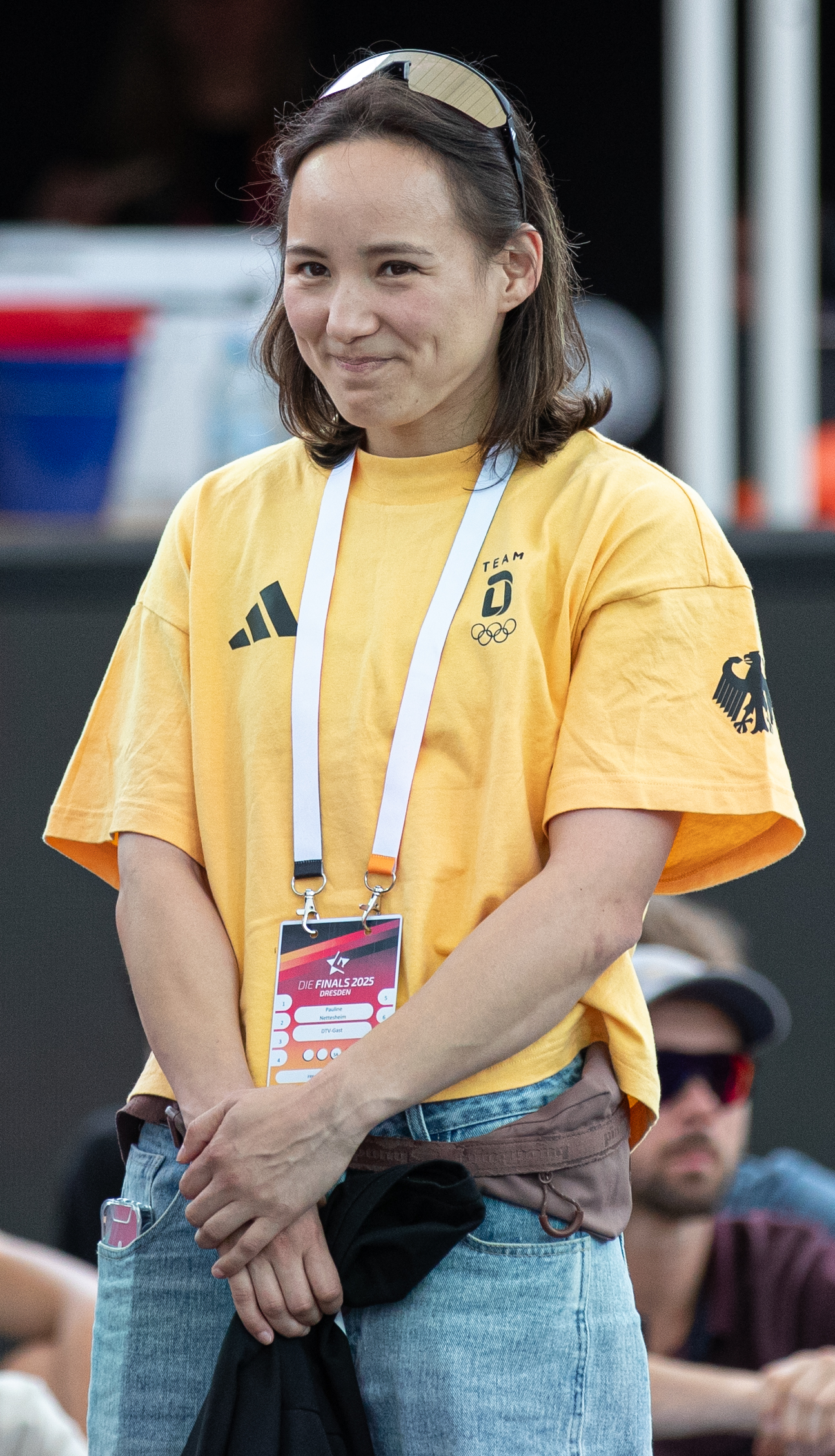
Pauline Nettesheim (* 1993)

- Nettey, Christabel (* 1991), kanadische Weitspringerin
- Netti, Francesco (1832–1894), italienischer Maler
- Netti, Giovanni Cesare (* 1649), italienischer Komponist
- Nettig, Walter (1935–2020), österreichischer Unternehmer, Präsident der Wiener Wirtschaftskammer und Politiker, Landtagsabgeordneter
- Nettine, Barbe de (1706–1775), Bankbesitzerin
- Netting, Tessa (* 1990), US-amerikanische Schauspielerin und Sängerin
- Nettinga, Myron (* 1967), US-amerikanischer Tontechniker
- Nettinger, Hubert (* 1969), deutscher Lied-, Konzert- und Oratoriensänger
- Nettinghofen, Johannes Adam von († 1738), Jurist und Rektor der Universität Wien
- Nettl, Bruno (1930–2020), tschechisch-amerikanischer Musikwissenschaftler und Musikethnologe
- Nettl, Paul (1889–1972), österreichisch-amerikanischer Musikwissenschaftler
- Nettlau, Max (1865–1944), deutscher Sprachforscher und Historiker des Anarchismus
- Nettleford, Rex (1933–2010), jamaikanischer Kulturwissenschaftler, Hochschullehrer und Choreograph
- Nettles, Isaiah, US-amerikanischer Bluesmusiker
- Nettles, Jennifer (* 1974), US-amerikanische Countrysängerin
- Nettles, John (* 1943), britischer Schauspieler und HistorikerJohn Nettles (* 1943)

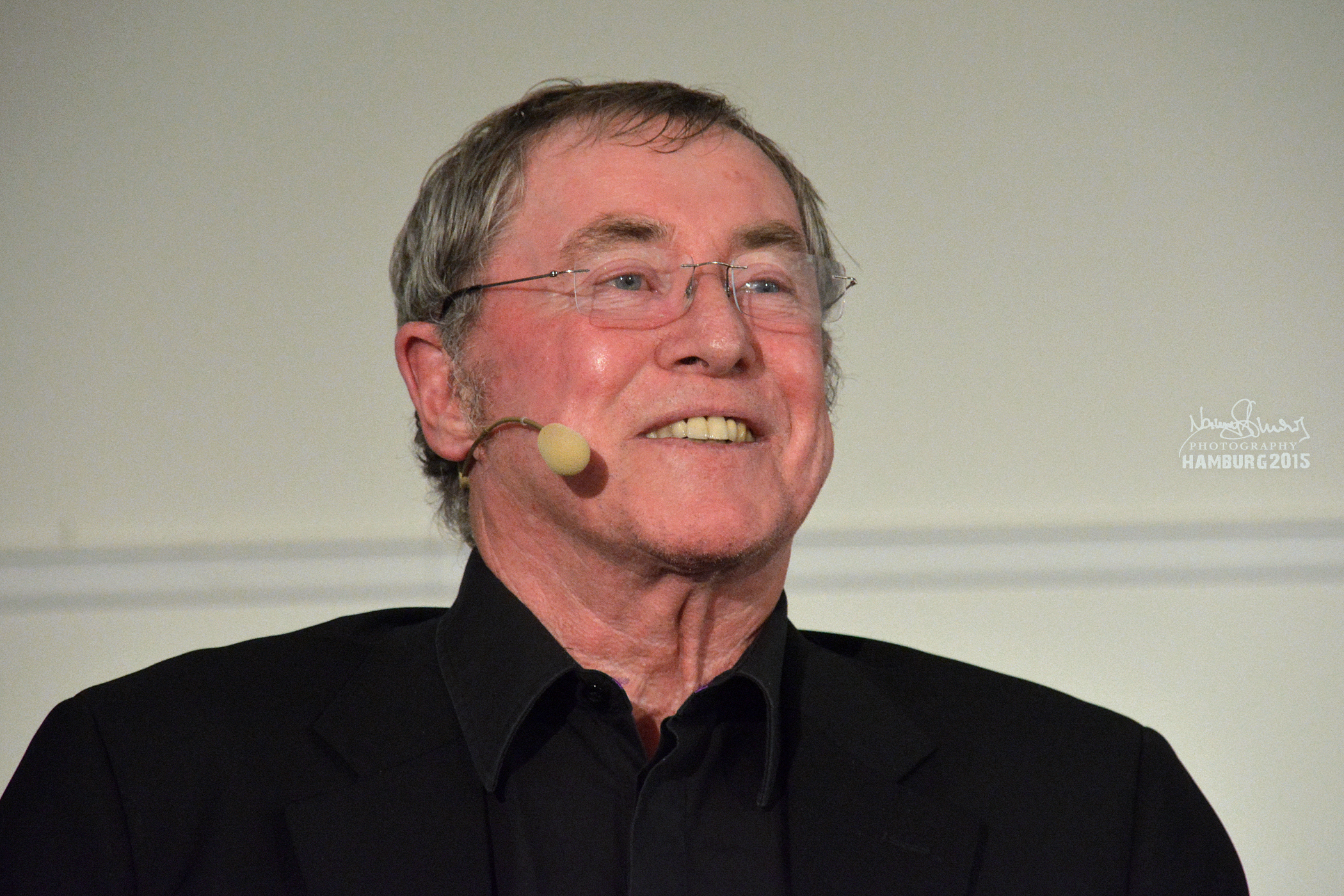
John Nettles (* 1943)

- Nettleship, Edward (1845–1913), englischer Ophthalmologe
- Nettleship, Henry (1839–1893), englischer klassischer Philologe
- Nettleship, Ida (1877–1907), britische Künstlerin und Briefeschreiberin
- Nettleship, Richard Lewis (1846–1892), britischer Philosoph
- Nettleton, Asahel (1783–1844), US-amerikanischer Theologe und Pastor
- Nettleton, Catherine Elizabeth (* 1960), britische Botschafterin
- Nettleton, Lois (1927–2008), US-amerikanische Schauspielerin
- Nettli, Harald (* 1942), norwegischer Badmintonspieler
- Nettmann, Hans Konrad (* 1948), deutscher Biologe
- Netto, Barrozzo (1881–1941), brasilianischer Pianist, Komponist und Hochschulpädagoge
- Netto, Curt Adolph (1847–1909), deutscher Metallurge und Autor
- Netto, Edgar Rangel, brasilianischer Astronom und Asteroidenentdecker
- Netto, Eugen (1846–1919), deutscher Mathematiker
- Netto, Hadrian Maria (1882–1947), deutscher Schauspieler
- Netto, Hermógenes (1913–1989), brasilianischer Radrennfahrer
- Netto, Igor Alexandrowitsch (1930–1999), sowjetischer FußballspielerIgor Alexandrowitsch Netto (1930–1999)

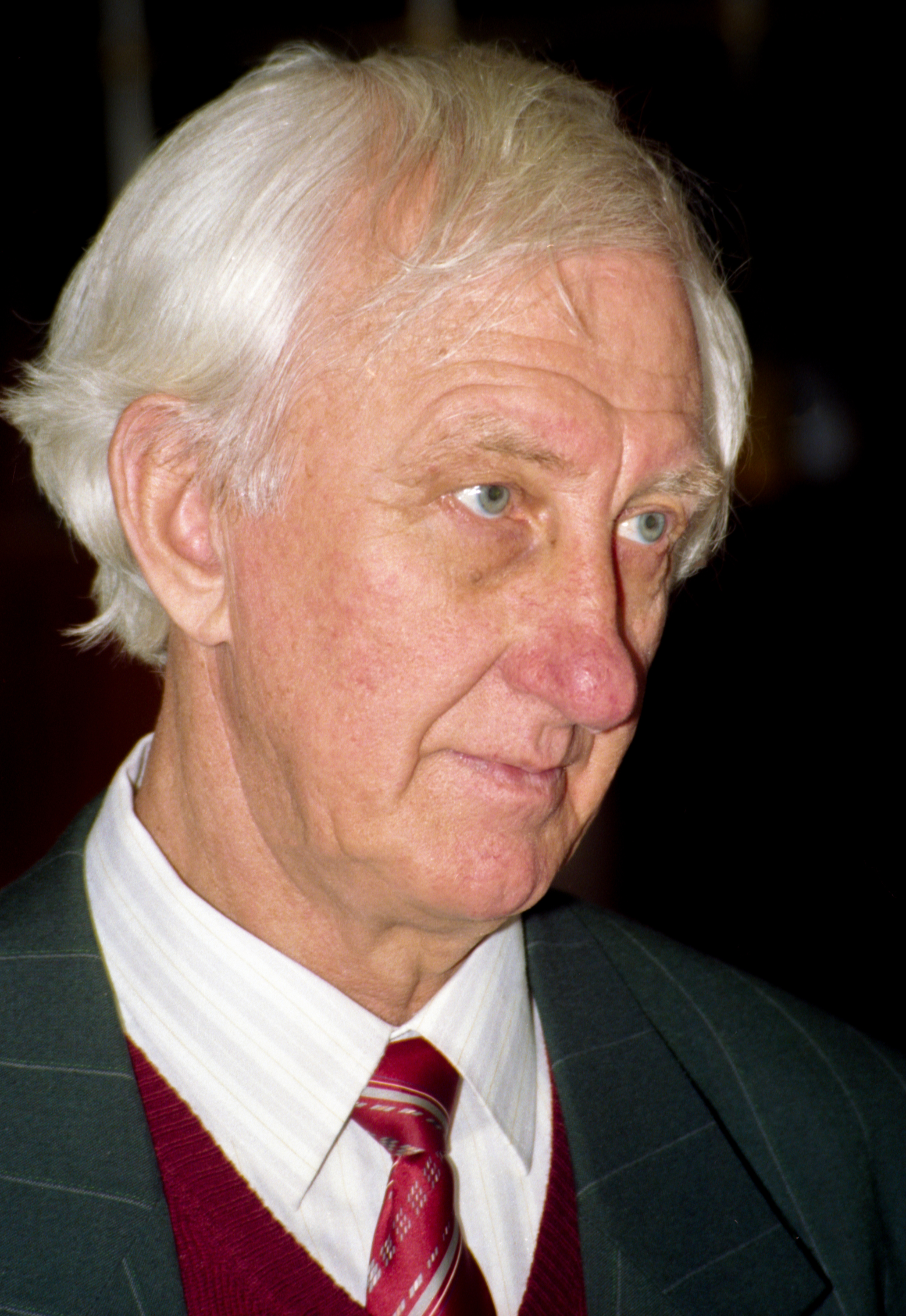
Igor Alexandrowitsch Netto (1930–1999)

- Netto, Ladislau de Souza Mello (1838–1894), brasilianischer Botaniker
- Netto, Thomas Jessayyan (* 1964), indischer Geistlicher, römisch-katholischer Erzbischof von Trivandrum
- Netton, Ian Richard (* 1948), britischer Arabistiker
- Nettstraeter, Carl Wilhelm (1805–1872), deutscher Politiker

### Netu
- Netuschil, Claus K. (* 1951), deutscher Galerist und Kunsthistoriker
- Netušil, Jaroslav (1912–1982), tschechoslowakischer Autorennfahrer

### Netz
- Netz, Auguste (1830–1885), deutsche Opernsängerin und Theaterschauspielerin
- Netz, Carsten (* 1971), deutscher Jazz- und Fusionmusiker (Saxophon, Klarinette, Flöte)
- Netz, Hans-Jürgen (* 1954), deutscher Textdichter christlicher Lieder (NGL)
- Netz, Heinrich (1896–1983), deutscher Maschinenbauingenieur und Rektor der Technischen Universität München
- Netz, Luca (* 2003), deutscher FußballspielerLuca Netz (* 2003)

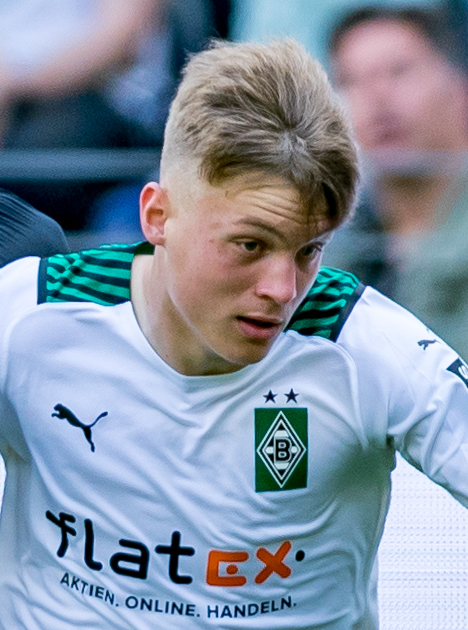
Luca Netz (* 2003)

- Netz, Marie (* 1861), deutsche Lehrerin und Politikerin (DNVP)
- Netz, Reviel (* 1968), israelischer Wissenschaftshistoriker und Mathematikhistoriker
- Netz, Sebastian (* 1980), deutscher Gitarrist und Songwriter
- Netz, Ulrich (* 1957), deutscher Fußballspieler (DDR)
- Netz, Wolf-Rüdiger (* 1950), deutscher Fußballspieler
- Netz-Paulik, Lilo (1922–2007), deutsche Bildhauerin
- Netzband, Georg (1900–1984), deutscher Maler und Kunstpädagoge
- Netzbandt, Harald (1892–1941), deutscher Offizier der Kaiserlichen Marine, der Reichsmarine und später der Kriegsmarine
- Netzel, Laura (1839–1927), schwedische Komponistin, Pianistin und Dirigentin
- Netzel, Oskar (* 2007), deutscher Schauspieler
- Netzel, Rudolf (* 1940), deutscher Fußballspieler
- Netzell, Dan (1923–2003), schwedischer Skispringer
- Netzer, Andrin (* 2002), liechtensteinischer Fussballspieler
- Netzer, Călin Peter (* 1975), rumänischer Filmregisseur
- Netzer, Conradign (* 1980), Schweizer Freestyle-Skisportler
- Netzer, Ehud (1934–2010), israelischer Archäologe und Bauforscher
- Netzer, Erika (1937–1977), österreichische Skirennläuferin
- Netzer, Giovanni (* 1967), Schweizer Theaterintendant
- Netzer, Günter (* 1944), deutsch-schweizerischer FußballspielerGünter Netzer (* 1944)

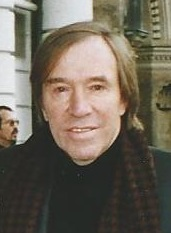
Günter Netzer (* 1944)

- Netzer, Hajo (* 1955), deutscher Bergsteiger
- Netzer, Hans (* 1935), deutscher Politiker (SPD), MdL
- Netzer, Hubert (1865–1939), deutscher Bildhauer und Hochschullehrer
- Netzer, Ignaz (* 1956), deutscher Bluesmusiker
- Netzer, Josef (1808–1864), österreichischer Komponist
- Netzer, Joseph (1826–1901), belgischer Politiker, Bürgermeister von Arlon
- Netzer, Michael (* 1955), US-amerikanischer Comiczeichner
- Netzer, Nikolaus (* 1967), österreichischer Dirigent
- Netzer, Philipp (* 1985), österreichischer Fußballspieler
- Netzer, Ralph (* 1963), deutscher Kameramann
- Netzer, Remigius (1916–1985), deutscher Maler, Übersetzer und Grafiker
- Netzer, Theodor von (1827–1892), preußischer Generalmajor
- Netzer, Ulrich (* 1955), deutscher Politiker (CSU), Oberbürgermeister der Stadt Kempten
- Netzhammer, Raymund (1862–1945), deutscher römisch-katholischer Bischof
- Netzhammer, Veronika (* 1952), deutsche Politikerin (CDU), MdL
- Netzhammer, Yves (* 1970), Schweizer Multimediakünstler
- Netzle, Andreas (* 1959), Schweizer Journalist
- Netzle, Klaus (1926–2019), deutscher Komponist, Musiker und Maler
- Netzle, Stefan (* 1957), Schweizer Ruderer
- Netzle, Toni (1930–2021), deutsche Volksschauspielerin und Gastronomin
- Netzler, Horst (1925–2007), deutscher Generalmajor
- Netzler, Rebecca (* 1995), schwedische Regattaseglerin
- Netzmann, Eckhard, deutscher Wirtschaftsführer
- Netzsch, Erich (1903–1990), deutscher Unternehmer
- Netzsch, Walter (1926–1992), deutscher Regisseur, Schauspieler, Hörspielsprecher und Schriftsteller